# 최병윤 (가수)
최현승(1983년 ~)은 대한민국의 가수다. 2016년 싱글 앨범 [상처]로 데뷔했다.

## 방송
- 보컬 전쟁: 신의 목소리 (2016)
- 전국노래자랑 (2018) - 대구광역시 동구편 최우수상
- 노래가 좋아 (2018)
- 아침마당 (2018)
- 미스터트롯2 - 새로운 전설의 시작 (2022) - Top119